# Compsibidion aegrotum
Compsibidion aegrotum är en skalbaggsart som först beskrevs av Bates 1870.  Compsibidion aegrotum ingår i släktet Compsibidion och familjen långhorningar. Inga underarter finns listade i Catalogue of Life.